# Tommaso Chiaretti
Tommaso Chiaretti (Leonessa, 1926 – Roma, 25 luglio 1987) è stato uno sceneggiatore, scrittore e critico cinematografico italiano.

## Biografia
Negli anni '50 fu critico cinematografico del quotidiano L'Unità: tra i redattori, insieme a lui, c'era Luciano Lucignani che si occupava di critica teatrale. Nel 1957, insieme ad altri intellettuali comunisti critici verso la repressione sovietica della Rivoluzione ungherese del 1956, fondò e diresse la rivista "Città aperta". Nel 1960 fu tra i fondatori e redattori, insieme a Mino Argentieri, Lorenzo Quaglietti e altri, della rivista Cinemasessanta. Collaborò a Noi donne e all'Enciclopedia dello Spettacolo. Scrisse testi per cataloghi d'arte.
Dal 1959 fu sceneggiatore e talvolta soggettista in una dozzina di pellicole, anche per il piccolo schermo; lavorò con Leopoldo Savona, Gianni Puccini, Enzo Muzii ma soprattutto con Gianfranco Mingozzi e Carlo Lizzani. Firmò il suo ultimo lavoro come sceneggiatore nel 1983. 
Morì nel 1987 per un male incurabile.

## Vita privata
Era sposato dal 1962 con Mara Buffa di Perrero, dalla quale ebbe due figlie.

## Filmografia

### Sceneggiatore
- Le notti dei teddy boys, regia di Leopoldo Savona (1959)
- L'impiegato, regia di Gianni Puccini (1959)
- Il gobbo, regia di Carlo Lizzani (1960)
- Mezzadria, regia di Sergio Micheli (1964)
- Come l'amore, regia di Enzo Muzii (1968)
- Una macchia rosa, regia di Enzo Muzii (1969)
- Il cavaliere inesistente, regia di Pino Zac (1969)
- La vita in gioco, regia di Gianfranco Mingozzi (1972)
- Paganini, regia di Dante Guardamagna (1976) sceneggiato
- Gli ultimi tre giorni, regia di Gianfranco Mingozzi (1977) film televisivo
- La vela incantata, regia di Gianfranco Mingozzi (1982)
- C'era una volta un re e il suo popolo, regia di Carlo Lizzani (1983) film televisivo

## Opere (parziale)

### Libri
- Pino Zac e Tommaso Chiaretti, La cambiale, Pince-Nez, 1959
- Ingmar Bergman, Canesi, 1964
- Tommaso Chiaretti, Lucia Drudy Demby, Gianfranco Mingozzi,Gli ultimi tre giorni, 1926: attentato Zamboni, un'occasione per le leggi speciali, introduzione di Renzo De Felice, Bologna, Cappelli, 1977

### Curatele
- L' avventura, di Michelangelo Antonioni, collana Dal soggetto al film, Cappelli editore, Bologna, 1960
  - L' avventura de Michelangelo Antonioni, Buchet/Chastel Corrêa, 1961
- Cinema & film: la meravigliosa storia dell'arte cinematografica  (a cura di Tommaso Chiaretti e Luciano Lucignani)
- Marco Bellocchio, La Cina è vicina, collana Dal soggetto al film, Cappelli editore, Bologna 1967
  - Marco Bellocchio, China is near, Calder & Boyars, 1969

### Testi di cataloghi d'arte
- Francis Bacon, Torino, 5 marzo-4 aprile 1970
- Robert Carroll: gouaches, chine ed altre opere grafiche: 16 febbraio-9 marzo 1972, Torino, Galleria I portici, 1972
- Fabrizio Clerici, La Galleria, 1972
- Mario Sironi: 89 disegni, Bulzoni, 1980